# (20870) Kaningher
(20870) Kaningher (2000 VC48) – planetoida z pasa głównego asteroid okrążająca Słońce w ciągu 4,78 lat w średniej odległości 2,84 j.a. Odkryta 2 listopada 2000 roku.